# 533
533(오백삼십삼)은 532보다 크고 534보다 작은 자연수다.

## 수학
- 합성수로, 그 약수는 1, 13, 41, 533이다. 진약수의 합은 55이므로, 533은 부족수다.
- 피타고라스 삼조의 빗변의 길이이다.
  - {\displaystyle 92^{2}+525^{2}=533^{2}}[a]
  - {\displaystyle 308^{2}+435^{2}=533^{2}}[b]
- {\displaystyle 533=173+179+181}
  - 연속하는 세 소수(素數)의 합으로 나타낼 수 있으며, 이 성질을 지닌 앞의 수는 519, 다음 수는 551이다.
- {\displaystyle 533=101+103+107+109+113}
  - 연속하는 소수(素數) 5개의 합으로 나타낼 수 있으며, 이 성질을 지닌 앞의 수는 517, 다음 수는 559다.
- {\displaystyle 533=2^{2}+23^{2}}
  - 서로 다른 두 소수(素數)의 제곱합으로 나타낼 수 있는 14번째 반소수다. 이 성질을 지닌 앞의 수는 482, 다음 수는 538이다. (OEIS의 수열 A103558)

## 과학·기술
- NGC 533(영어판): 고래자리 방향에 있는 타원은하.
- 삼성 웨이브 533: 삼성전자에서 2011년에 출시한 스마트폰.

## 교통

### 철도
- 수도권 전철 5호선 광화문역의 역번호.

### 도로
- 고속도로
  - 유럽 고속도로 533호선: 독일 뮌헨에서 오스트리아 인스브루크까지 이어지는 유럽 고속도로.
- 기타 도로
  - 533번 지방도: 충청북도 괴산군 청천면에서 음성군 대소면 태생리까지 이어지는 대한민국의 지방도.
  - 현도 제533호선

## 군사
- U-533(영어판, 독일어판): 제2차 세계 대전에 사용된 나치 독일의 군용 잠수함.

## 문화유산
- 대한민국의 보물 제533호: 영동 영국사 삼층석탑
- 대한민국의 사적 제533호: 경주 인왕동 사지

## 방송
- KT HCN의 브레인TV 채널 번호.

## 기타
- 연도: 533년, 기원전 533년